# Periboeum metallicum
Periboeum metallicum là một loài bọ cánh cứng trong họ Cerambycidae.